# Японская нарка
Японская нарка (лат. Narke japonica) — вид скатов рода нарки семейства лат. Narkidae отряда электрических скатов. Это хрящевые рыбы, ведущие донный образ жизни, с крупными, уплощёнными грудными и брюшными плавниками, образующими почти круглый диск, коротким, толстым хвостом, оканчивающимся мускулистым хвостовым плавником и одним спинным плавником. Они способны генерировать электрический ток. Обитают в умеренных и субтропических водах северо-западной части Тихого океана на глубине до 23 м. Максимальная зарегистрированная длина 40 см. Окраска от красновато-коричневого до шоколадного цвета. Эти скаты размножаются яйцеживорождением.

## Таксономия
Японские нарки были известны науке со второй четверти XIX века, когда немецкие натуралисты Филипп Франц фон Зибольд и Хейнрих Бюргер собрали 4 образца нового вида, из которых изготовили чучела и поместили в Национальный музей Естественной истории в Лейдене. 3 образца были названы Narcine spec., а четвёртый — Narcine timlei. На основании собранного материала Конрад Якоб Темминк и Герман Шлегель опубликовали описание нового вида в серии монографий, посвящённых японской фауне. Ученые отнесли его к подроду Astrape рода гнюсов. Позднее этот подрод был признан синонимом рода нарок. В 1947 году Маринус Бойзман заново исследовал первичные образцы и назначил самый крупный из них, имевший в длину 27 см, лектотипом вида. Некоторые таксономисты считают японскую нарку конспецифичной крассинарке, основываясь на их практически полной морфологической идентичности.

## Ареал
Японские нарки обитают в северо-западной части Тихого океана. Их ареал простирается от юга Японии и Кореи до южного побережья Китая и Тайваня. Эти скаты встречаются на континентальном шельфе у песчаного дна, зачастую рядом со скалистыми рифами. В водах полуострова Идзу они попадаются на глубине 12—23 м.

## Описание
Грудные плавники, ширина которых превосходит длину, образуют почти круглый диск. По обе стороны головы сквозь кожу проглядывают электрические парные органы в форме почек. Небольшие глаза выдаются над поверхностью тела. Сразу позади глаз расположены крупные брызгальца с гладкими приподнятыми краями. Маленькие ноздри расположены довольно близко друг к другу. Между ними имеется кожаный лоскут, покрывающий рот. Выступающий рот образует короткую прямую линию, окружённую глубокой бороздой. Мелкие зубы имеют овальное основание и заострённую вершину. Ни нижней стороне диска расположены пять пар жаберных щелей.
Края крупных и широких брюшных плавников выгнуты, основание плавников лежит под грудными плавниками. У взрослых самцов имеются толстые и короткие птеригоподии, которые спрятаны под брюшными плавниками. Над брюшными плавниками расположен единственный спинной плавник с закруглёнными кончиками. По бокам короткого и толстого хвоста имеются складки кожи, хвост оканчивается крупным треугольным хвостовым плавником, верхняя и нижняя лопасти которого почти симметричны. Мягкая кожа лишена чешуи. Окраска дорсальной поверхности красновато-коричневого до тускло-коричневого цвета, спина иногда покрыта немногочисленными пятнами. Вентральная поверхность светло-коричневая. Максимальная зарегистрированная длина 40 см.

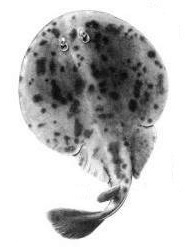

## Биология
Японские нарки являются донными морскими рыбами. В целом они малоактивны и большую часть времени проводят неподвижно на дне, зарывшись в грунт. Они способны нанести электрический удар силой 30—80 вольт, обороняясь от хищников, например, от Cephaloscyllium umbratile. Их электрические органы состоят из электроцитов, специализированных клеток, произошедших из мускульных волокон и заполненных желеобразной субстанцией. Эти электроциты выстроены вертикальными столбиками, образующими электрические органы, которые функционируют подобно батареям с параллельным соединением. Рацион японских нарок состоит из донных беспозвоночных. На этих скатах паразитируют ленточные черви Discobothrium japonicum.
Японские нарки размножаются яйцеживорождением, подобно прочим электрическим скатам. В помёте до 5 новорожденных длиной около 10 см. Они окрашены светлее по сравнению со взрослыми скатами. Самцы и самки достигают половой зрелости при длине 23—37 см и 35 см, соответственно.

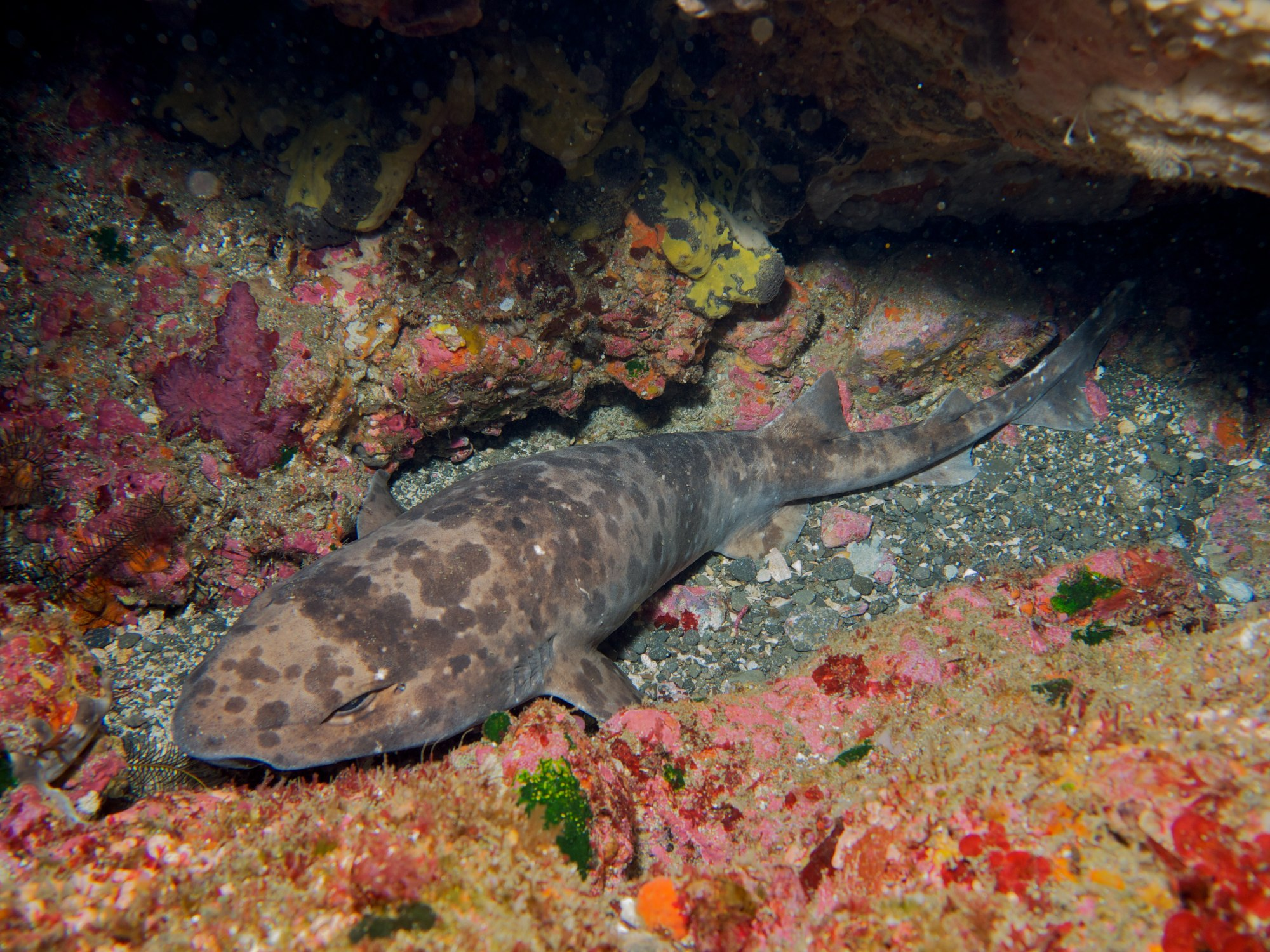
На японских нарок охотятся акулы Cephaloscyllium umbratile.

## Взаимодействие с человеком
Японские нарки способны нанести болезненный, но неопасный для жизни человека удар электричеством. Они плохо уживаются в неволе. Подобно прочим электрическим скатам их используют в биомедицинских исследованиях, поскольку их электрические органы содержат много ионных каналов и ацетилхолиновых рецепторов и могут служить моделью человеческой нервной системы.
Эти скаты не представляют интереса для коммерческого рыболовства. Иногда они попадаются в качестве прилова при траловом промысле креветок. Пойманных рыб, как правило, выбрасывают за борт, однако уровень выживаемости у них низкий. Международный союз охраны природы присвоил этому виду статус «Уязвимый».